# Ћеншковице
Ћеншковице (пољ. Ciężkowice) је град у Пољској у Војводству Малопољском у Повјату тарновском. Према попису становништва из 2011. у граду је живело 2.505 становника.

## Становништво
Према прелиминарним подацима са пописа, у граду је 2011. живело 2.505 становника.
| 2002. | 2011. | 2012. |
| ----- | ----- | ----- |
| 2.372 | 2.505 | 2.480 |